# Poprvé v Praze
„Poprvé v Praze“ je druhý singl brněnské rockové skupiny Bronz. Vydán byl v roce 1983 (viz 1983 v hudbě) vydavatelstvím Panton. Nahrán byl ve studiu Československého rozhlasu Brno.
Píseň „Poprvé v Praze“ složili Pavel Váně a Daniel Forró na text Františka Ringo Čecha. „Černobílá“, Váněho skladba s textem Ivana Huvara, byla v roce 1985 znovu nahrána v mírně odlišném provedení a zařazena na album Zimní království. Obě písně vyšly v roce 2007 na kompilačním CD The Best of....

## Seznam skladeb
1. „Poprvé v Praze“ (Váně, Forró/Čech) – 2:54
2. „Černobílá“ (Váně/Huvar) – 4:18

## Obsazení
- Bronz
  - Pavel Váně – elektrická kytara, klávesy (2), bicí (2), perkuse (2), zpěv
  - Daniel Forró – klávesy, flétna (2)
  - Richard Lašek – bicí (1), perkuse (2)